# Сан-Донато-Міланезе
Сан-Донато-Міланезе (італ. San Donato Milanese) — муніципалітет в Італії, у регіоні Ломбардія,  метрополійне місто Мілан.
Сан-Донато-Міланезе розташований на відстані близько 470 км на північний захід від Рима, 8 км на південний схід від Мілана.
Населення — 32 221 особа (2014).
Покровитель — San Donato.

## Демографія
Населення за роками:

Станом на 1 січня 2023 року в муніципалітеті офіційно проживало 4067 іноземців з 109 країн, серед них 785 громадян країн Євросоюзу та 209 громадян України.

## Уродженці
- Джузеппе К'яппелла (*1924 — †2009) — відомий у минулому італійський футболіст, захисник, згодом — футбольний тренер.

## Сусідні муніципалітети
- Локате-ді-Трьюльці
- Меділья
- Мілан
- Опера
- Песк'єра-Борромео
- Сан-Джуліано-Міланезе